# Senat Voscherau II
Der Senat Voscherau II bildete vom 26. Juni 1991 bis zum 15. Dezember 1993 die Hamburger Landesregierung. 
| Amt                                                       | Name                                   | Partei | Partei    |
| --------------------------------------------------------- | -------------------------------------- | ------ | --------- |
| Erster Bürgermeister                                      | Henning Voscherau                      |        | SPD       |
| Zweiter Bürgermeister                                     | Hans-Jürgen Krupp bis 1. Dezember 1993 |        | SPD       |
| Behörde für Wirtschaft, Verkehr und Landwirtschaft        | Hans-Jürgen Krupp bis 1. Dezember 1993 |        | SPD       |
| Bevollmächtigter beim Bund                                | Peter Zumkley                          |        | SPD       |
| Stadtentwicklungsbehörde und Senatsamt für Gleichstellung | Traute Müller bis 25. November 1993    |        | SPD       |
| Justizbehörde                                             | Lore Maria Peschel-Gutzeit             |        | SPD       |
| Behörde für Schule, Jugend und Berufsbildung              | Rosemarie Raab                         |        | SPD       |
| Behörde für Wissenschaft und Forschung                    | Leonhard Hajen                         |        | SPD       |
| Behörde für Arbeit, Gesundheit und Soziales               | Ortwin Runde                           |        | SPD       |
| Baubehörde                                                | Eugen Wagner                           |        | SPD       |
| Behörde für Inneres                                       | Werner Hackmann                        |        | SPD       |
| Umweltbehörde                                             | Fritz Vahrenholt                       |        | SPD       |
| Finanzbehörde                                             | Wolfgang Curilla                       |        | SPD       |
| Kulturbehörde                                             | Christina Weiss                        |        | parteilos |
| Senatskanzlei                                             | Thomas Mirow                           |        | SPD       |